# Aneirin
Aneirin, Aneurin o Neirin ap Dwywei (525 circa – 600 circa), è stato un poeta britanno, un bardo che sarebbe vissuto in uno dei regni nati dalla disgregazione dell'Y Gogledd Hen (Il Vecchio Nord).
Sua madre, Dwywei, è menzionata nei suoi poemi. Potrebbe essere la stessa donna che andò in sposa a Dunaut Bwr, sovrano del
Pennines.
Scrisse in brittonico antico, una lingua molto simile al gallese antico, da cui discende quello moderno. La sua poesia è conservata in un manoscritto del XIII secolo (ca.1265), conosciuto come Libro di Aneirin, che però presenta un linguaggio parzialmente modernizzato nel gallese medio.
Il suo lavoro più conosciuto è lo Y Gododdin, è un poema composto da 99 elegie, che celebrano gli uomini del regno di Gododdin che caddero combattendo contro gli anglosassoni nella battaglia di Catraeth, forse Catterick, nello Yorkshire (ca.603). Si pensa che in una delle elegie sia contenuto il riferimento più antico a re Artù, al cui coraggio è paragonato quello di un guerriero caduto in battaglia. Si pensa che Aneirin abbia combattuto in questo scontro, in cui sarebbe stato fatto prigioniero.
Lo studioso Thomas Stephens (1821-1875) identificava Catraeth con Dawstane, nel Liddesdale (Roxburghshire), mentre, invece, qui va individuato il sito della battaglia di Degsastan. Si pensa anche che il poeta fosse figlio di Gildas, storico del VI secolo (ipotesi per la quale non ci sono prove). La prima edizione attestata era Canu Aneirin di Sir Ifor Williams con note in gallese, pubblicata nel 1938.